# Hestesport under sommer-OL 2020
Hestesport under sommer-OL 2020 finder sted 25. juli - 7. august 2020. De fleste af disciplinerne bliver afviklet i Equestrian Park, der ligger i Heritage zonen mens terrænridning i military rides i Sea Forest Cross-Country Course der ligger i Tokyo Bay zonen.

## Format
Der er 3 forskellige discipliner ved hestesporten under sommer-OL 2020. Det drejer sig om Military, Dressur og Spring, hvor der i alle tre discipliner blev konkurreret både individuelt og for hold. I military er underdisciplinerne dressur, ridebanespringning og terrænridning.

### Dressur
Holdkonkurrencen bestor af tre ryttere, der samtidig også konkurrerede i den individuelle disciplin. Alle ryttere konkurrerer i Grand Prix, der samtidig er den første runde af både den individuelle og hold-konkurrencen. De bedste seks hold går herefter videre til Grand Prix Special. Der bliver herefter udregnet en kombineret score for både Grand Prix og Grand Prix Special, hvorefter medaljerne i holdkonkurrencen kan fordeles.
I den individuelle konkurrence går alle holdryttere videre til Grand Prix Special, hvis deres hold er blandt de seks bedste. Herudover går de otte bedste ryttere (uden et kvalificeret hold) i Grand Prix også videre til Grand Prix Special. Efter holdkonkurrencens afslutning skal de individuelle medaljer afgøres i den afsluttende Grand Prix Freestyle, hvor de 18 bedste individuelle ryttere deltager.

### Spring
Konkurrencen indledes med en individuel kvalifikationskonkurrence med 75 deltagere. De 30 bedste ryttere avancerer til finalen. Der gives minuspoints til rytteren såfremt en forhindring rives ned. Placeringen af deltagerne bestemmes af antal minuspoints og ryttere med samme antal nedrivninger bliver placeret på den samme plads. Såfremt der er mere en én rytter på den sidste kvalifikationsplads bestemmes deltagelsen i finalen af disse rytteres gennemridningstid. I finalen gives ligeledes minuspoints for hver nedrivning og der gives endvidere minuspoint for overskredet tidsforbrug. I tilfælde af ligestilling på en af medaljepladserne vil der være omridning om netop disse pladser. I holdkonkurrencen deltager der 20 hold á tre ryttere. Det er rytternes samlede nedrivninger der akkumuleres til holdets score. Kvalifikationsrunden foregår efter samme regler som ved den individuelle konkurrence. De 10 bedste hold avancerer til finalen, som ligeledes følger samme regler som ved den individuelle konkurrence.

### Military
Konkurrencerne om hold (tre ryttere) og individuelle medaljer blev afviklet samtidigt. Alle ryttere gennemfører indledningsvis én runde af dressur, ridebanespringning og terrænridning. Herefter er medaljerne i holdkonkurrencen fordelt, da nationernes tre rytteres score bliver lagt sammen. Herefter fortsætter de 25 bedste ryttere i den individuelle konkurrence, hvor medaljerne bliver fordelt efter endnu en afsluttende springkonkurrence.

## Medaljefordeling
*   Værtsnation ( Japan)
| Rank                | Nationer            | Guld | Sølv | Bronze | Total |
| ------------------- | ------------------- | ---- | ---- | ------ | ----- |
| 1                   | Tyskland            | 3    | 1    | 0      | 4     |
| 2                   | Storbritannien      | 2    | 1    | 2      | 5     |
| 3                   | Australien          | 0    | 1    | 1      | 2     |
| 4                   | USA                 | 0    | 1    | 0      | 1     |
| 4                   | Sverige             | 0    | 1    | 0      | 1     |
| 6                   | Frankrig            | 0    | 0    | 1      | 1     |
| 6                   | Holland             | 0    | 0    | 1      | 1     |
| Total (7 nationers) | Total (7 nationers) | 5    | 5    | 5      | 15    |

## Medaljetagere
| Dressur - individuelt  | Jessica von Bredow-Werndl · på Dalera · Tyskland                                                                         | Isabell Werth · på Bella Rose · Tyskland                                                                             | Charlotte Dujardin · på Gio · Storbritannien                                                                               |  |  |  |
| Dressur - hold         | Tyskland · Jessica von Bredow-Werndl · på Dalera · Dorothee Schneider · på Showtime · Isabell Werth · på Bella Rose      | USA · Sabine Schut-Kery · på Sanceo · Adrienne Lyle · på Salvino · Steffen Peters · på Suppenkasper                  | Storbritannien · Charlotte Fry · på Everdale · Carl Hester · på En Vogue · Charlotte Dujardin · på Gio                     |  |  |  |
|                        | | | |  |  |  |
| Military - individuelt | Julia Krajewski · på Amande de B'Neville · Tyskland                                                                      | Tom McEwen · på Toledo de Kerser · Storbritannien                                                                    | Andrew Hoy · på Vassily de Lassos · Australien                                                                             |  |  |  |
| Military - hold        | Storbritannien · Laura Collett · på London 52 · Tom McEwen · på Toledo de Kerser · Oliver Townend · på Ballaghmore Class | Australien · Kevin McNab · på Don Quidam · Andrew Hoy · på Vassily de Lassos · Shane Rose · på Virgil                | Frankrig · Nicolas Touzaint · på Absolut Gold · Karim Laghouag · på Triton Fontaine · Christopher Six · på Totem de Brecey |  |  |  |
|                        | | | |  |  |  |
| Spring - individuelt   | Ben Maher · på Explosion W · Storbritannien                                                                              | Peder Fredricson · på All In · Sverige                                                                               | Maikel van der Vleuten · på Beauville Z · Holland                                                                          |  |  |  |
| Spring - hold          | Sverige · Henrik von Eckermann · på King Edward · Malin Baryard-Johnsson · på Indiana · Peder Fredricson · på All In     | USA · Laura Kraut · på Baloutinue · Jessica Springsteen · på Don Juan van de Donkhoeve · McLain Ward · on Contagious | Belgien · Pieter Devos · på Claire Z · Jérôme Guery · på Quel Homme de Hus · Grégory Wathelet · på Nevados S               |  |  |  |